# Albuñol
Albuñol – gmina w Hiszpanii, w prowincji Grenada, w Andaluzji, o powierzchni 62,94 km². W 2018 roku gmina liczyła 7 128 mieszkańców.
Uważa się, że jego pochodzenie jest rzymskie, ale znaleziono pozostałości prehistorycznej osady w Jaskini Nietoperzy, położonej w gminie Albuñol.